# Лаушус, Макс
Макс Лаушус (род. 24 декабря 1990 года) - немецкий пловец в ластах и ориентировщик.

## Карьера
Подводным спортом занимается с 1998 года, тренируется в Ростоке в клубе TSC Rostock 1957 e.V. у Лутца Римана и Хартмута Винклера.
Двукратный победитель Всемирных игр.
Трёхкратный чемпион мира, многократный призёр чемпионатов мира. Двукратный чемпион Европы, двукратный призёр чемпионата Европы.
Также занимался подводным ориентированием, по которому также становился чемпионом мира.